# Playing It Cool
Playing It Cool é um filme de comédia romântica dos Estados Unidos de 2014, dirigido por Justin Reardon e escrito por Chris Shafer e Paul Vicknair e estrelado por Chris Evans, Michelle Monaghan. 

## Sinopse
Chris Evans interpreta um escritor cujo tem como objetivo criar um roteiro para um filme, porém entra em um impasse uma vez desiludido quando se trata de amor, desde que sua mãe o abandonou quando era um menino. Diante disso, ele passa seu tempo a arruinar todo relacionamento que enxerga como promissor. Com problemas em escrever seu roteiro, ele então busca ajuda em seus amigos afim de compartilhar suas experiências amorosas; mas logo percebe que não é o suficiente. Em meio a esse impasse ele conhece "Ela"(Michelle Monaghan) e que pode mudar sua forma de pensar e o resultado de seu trabalho. imediatamente se apaixona, porém sua amada já está envolvida com outro, chamado pelo protagonista de "Engomadinho". Mesmo já envolvida ela permite que sejam amigos.

## Elenco
- Chris Evans como Narrador
- Michelle Monaghan como Ela mesma
- Ioan Gruffudd como Engomadinho
- Anthony Mackie como Bryan
- Aubrey Plaza como Mallory
- Patrick Warburton como Dick
- Topher Grace como Scott
- Luke Wilson como Samson
- Philip Baker Hall como Avô
- Martin Starr como Lyle
- Matthew Morrison como ele mesmo
- Ashley Tisdale como ela mesma

## Produção
Justin Reardon dirigiu o filme baseado no roteiro de Chris Shafer e Paul Vicknair. O roteiro foi originalmente intitulado  A Many Splintered Thing , Playing It Cool foi o primeiro longa de Justin Reardon.

## Lançamento
Em 5 de novembro de 2014 foi anunciado que Vertical Entertainment tinha adquirido os direitos de distribuição nos Estados Unidos. Em Fevereiro de 2015 foi lançado exclusivamente no DirecTV cinema. Em seguida foi lançado nas plataformas digitais em 31 de março de 2015, antes de um lançamento limitado programado para 8 de maio de 2015.